# Rêves oubliés
 (avril 2024).
Rêves oubliés (en allemand : Vergessene Träume) est une nouvelle de l'écrivain autrichien Stefan Zweig, parue le 22 juillet 1900 dans le journal Berliner Illustrirte Zeitung. 

## Historique

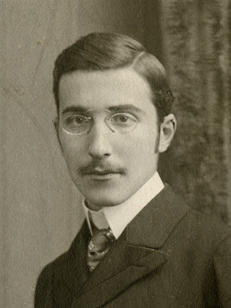
Stefan Zweig en 1900, l'année de la parution de Rêves oubliés.

Stefan Zweig n'a pas encore vingt ans quand il fait paraître ce tout premier récit dans la presse allemande.

## Résumé
Seule dans une riche villa du bord de mer, une femme se prélasse en lisant un livre, confortablement installée dans un fauteuil fait d'osier. Elle est belle, raffinée. Bien que ce ne soit que pour elle-même, elle a pris tout le soin nécessaire pour s'apprêter. Sa coiffure, ses vêtements, son maquillage, tout avait été considéré, choisi dans le seul but de faire d'elle une incarnation de la beauté.
Tandis qu'elle lit, son domestique lui apporte la carte de visite d'un homme désireux de la rencontrer. Elle fait recevoir l'homme qu'elle a autrefois bien connu. C'était son amour de jeunesse, celui avec qui ils avaient noué les plus belles promesses. Ils se remémorent leurs souvenirs à demi oubliés et même s'ils rient ensemble, la femme n'y voit plus qu'une histoire ancienne et oblitérée, comme si cette jeune amoureuse et elle étaient deux personnes différentes. À la mesure de la conversation, elle lui demande s'il lui en a voulu de l'avoir quitté. Il lui assure que non et qu'il s'était seulement demandé pourquoi elle lui avait préféré cet homme, dont la seule qualité visible était la richesse. Son amour pour elle lui avait interdit de croire que c'était pour l'argent. Pourtant, sans détour, sans pudeur, elle lui répond que ses rêves d'enfant étaient peuplés de robes de soie, de trésors, de coffres de pièces d'or et de colliers de diamants. Son mari pouvait lui donner de vivre ses rêves. Déçu, presque blessé par cette réponse, son ancien prétendant lui demande simplement « Mais l'amour ? ». En guise de réponse, elle lui demande si lui n'a jamais renoncé au moindre de ses idéaux. Abattu et n'ayant rien à répondre, l'homme prend congé d'elle en lui adressant une dernière parole chaleureuse.

## Commentaires
La première partie de cette nouvelle qui ne fait que quelques pages plante un décor à la fois naturel et romantique d'une côte que l'on imagine méditerranéenne. Puis, vient cette femme apprêtée dont on comprend que la jeunesse est sur le point de s'évanouir et qui, autant par narcissisme que par besoin de lutter contre l'irréversible extinction de sa jeunesse, use de tout ce que l'argent peut acheter de beauté surfaite. Sophistiquée et bourgeoise, l'auteur ne la décrit pas pour autant heureuse, mais plutôt comme satisfaite de sa position. Elle est le personnage central de ce récit, celui en qui grandit le désir de posséder, le désir d'être riche et de ne manquer de rien. Dans beaucoup de ses écrits, Stefan Zweig anime ses personnages de sentiments contradictoires et les fait s'approcher d'un point de rupture où l'on sent qu'il suffirait d'un rien pour que leur vie bascule. Cet effet trouvera plus tard son paroxysme dans Amok. Tandis que l'homme lui dit qu'il s'était interrogé sur les raisons de leur rupture, on craint un instant de relire une énième variante sur les amours impossibles et contrariées avant qu'avec autant d'aplomb que de froideur, elle ne lui dévoile la profonde raison de son mariage calculé. La jeunesse de l'auteur, qui n'a que dix-neuf ans lorsqu'il écrit ce texte, n'empêche pas cette courte nouvelle d'avoir déjà presque tout ce qui fera la marque du grand écrivain : le secret, le regret, l'impossibilité du retour en arrière et l'argent, impitoyable vainqueur du sentiment.[réf. souhaitée]

## Éditions en français
- Dans La Confusion des sentiments et autres récits, traduction sous la direction de Pierre Deshusses, Paris, Éditions Robert Laffont, coll. Bouquins, 2013  (ISBN 978-2-221-11662-3)
- Dans Romans, nouvelles et récits, traduit par Marie-Ange Roy, Paris, Éditions Gallimard, Bibliothèque de la Pléiade no 587, 2013  (ISBN 2-253-14057-0)